# Chartocerus yunnanensis
Chartocerus yunnanensis is een vliesvleugelig insect uit de familie Signiphoridae. De wetenschappelijke naam is voor het eerst geldig gepubliceerd in 1995 door Tan & Zhao.